# Лозовский, Модест Александрович
Модест Александрович Лозовский — уездный врач, общественный деятель, проживавший в городе Коломна Московской области. Имел дочь Нону. 

## Деятельность
Жил и практиковал на рубеже веков — с 80-90-х годов XIX до конца 20-х годов XX века. На ул. Брусенской (ныне ул. Лажечникова, 11) Модест Александрович снимал весь второй этаж и вёл приём больных. Врач отвечал перед руководством Коломенского земства за состояние здоровья жителей уезда во всех его 16-ти волостях. Как врач, он бесплатно обслуживал почтовых служащих и пожарных, а также некоторых граждан, например, вдов, пожилых людей.
Лозовский был в числе коломенской интеллигенции, которая совместно с действительным статским советником, директором Коломенской мужской гимназии Е. Ф. Виссом 20 июня 1897 году направила прошение об открытии городской общественной библиотеки на имя губернатора Московского губернатора. Впоследствии — в 1901 году — М. А. Лозовский стал вторым заведующим библиотечным делом.
В течение продолжительного времени был гласным городской думы.
Несколько лет исполнял обязанности казначея попечительского совета Коломенской женской гимназии. Будучи попечителем Никульской школы, он много сделал для ремонта здания, покупки учебников и обуви для беднейших учеников.
Помимо прочего он был владельцем кирпичного заведения при станции Голутвин. Завод бы основан в 1896 году, располагался в селе Боброво (Сандыревская волость, Коломенский уезд), на 1909 год на нём работало около 100 человек, годовое производство 45.000 штук кирпичей.

## Память

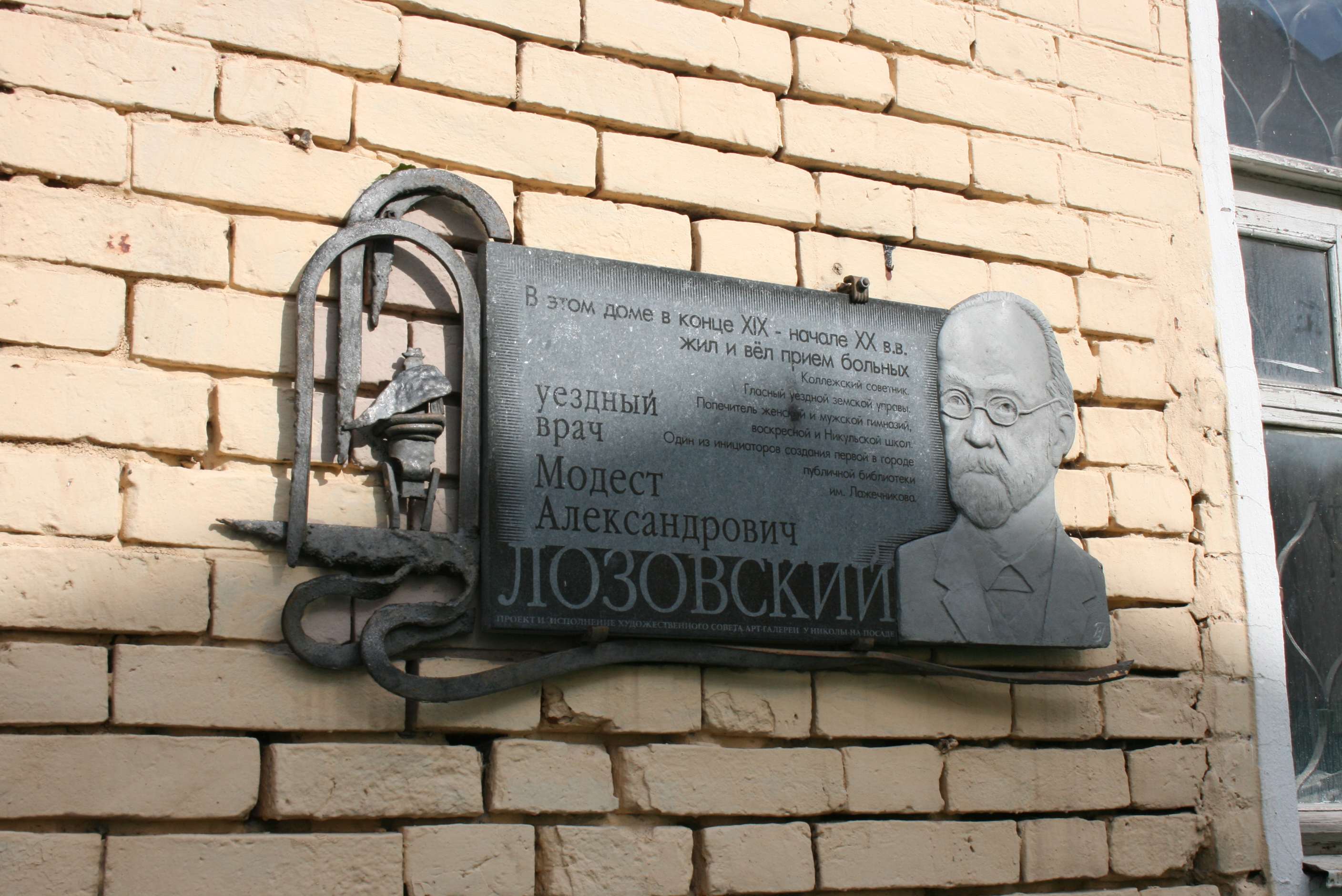

24 апреля 2003 года на доме, где он проживал, была открыта памятная доска.
Двухэтажный кирпичный дом (Дом Бортняева) первой половины XIX в. в Коломне на улице Лажечникова (бывшая Брусенская), д. 11 принадлежал фотографу Бортняеву и сдавался в наём. Жилой дом располагался неподалеку от городской управой, весь второй этаж этого здания занимал для приема больных коломенский земский уездный врач М. А. Лозовский.